# 鶴崎貴大
鶴崎 貴大（つるさき たかひろ）または貴大は日本のゲームクリエイター、原画家、グラフィッカーである。同人サークル「Private Garden」主宰。

## 作品

### アダルトゲーム
- Dark Blue（LiLiM DARKNESS、原画担当）
- WIZARD GIRL AMBITIOUS（sugar pot、グラフィック担当）[1]
- 星空へ架かる橋（feng、原画担当）
  - 星空へ架かる橋AA（feng、原画担当）
- ちいさな彼女の小夜曲（feng、原画担当）
- 閃鋼のクラリアス（戯画、ゲストイラスト担当）

### 小説挿絵
ライトノベル（一般向け）
- らぶジェネ!（本田透・著、MF文庫J）
- 僕は彼女の9番目（佐野しなの・著、電撃文庫）
- ふぁみまっ!（九辺ケンジ・著、GA文庫）
- 神なる姫のイノセンス（鏡遊・著、MF文庫J）
- Dソード・オブ・レジェンド（番棚葵・著、スーパーダッシュ文庫）
- 銀弾の銃剣姫（むらさきゆきや・著、MF文庫J）
- 異世界魔王と召喚少女の奴隷魔術（むらさきゆきや・著、講談社ラノベ文庫）
- 魔王様の街づくり!〜最強のダンジョンは近代都市〜（1-8巻）（月夜涙・著、GA文庫）
- おお魔王、死んでしまうとは何事か 〜小役人、魔王復活の旅に出る〜（榊一郎・著、講談社ラノベ文庫）

ジュブナイルポルノ（成年向け）
- 転生剣士の奴隷ハーレム(朱月十話・著、美少女文庫)

### アニメ
- グリザイアの果実（第5話提供イラスト）
- アブソリュート・デュオ（第1話エンドカード）
- 異世界魔王と召喚少女の奴隷魔術（エンディングイラスト）
- ネコぱら（第1話エンドカード）